# Nässkansen

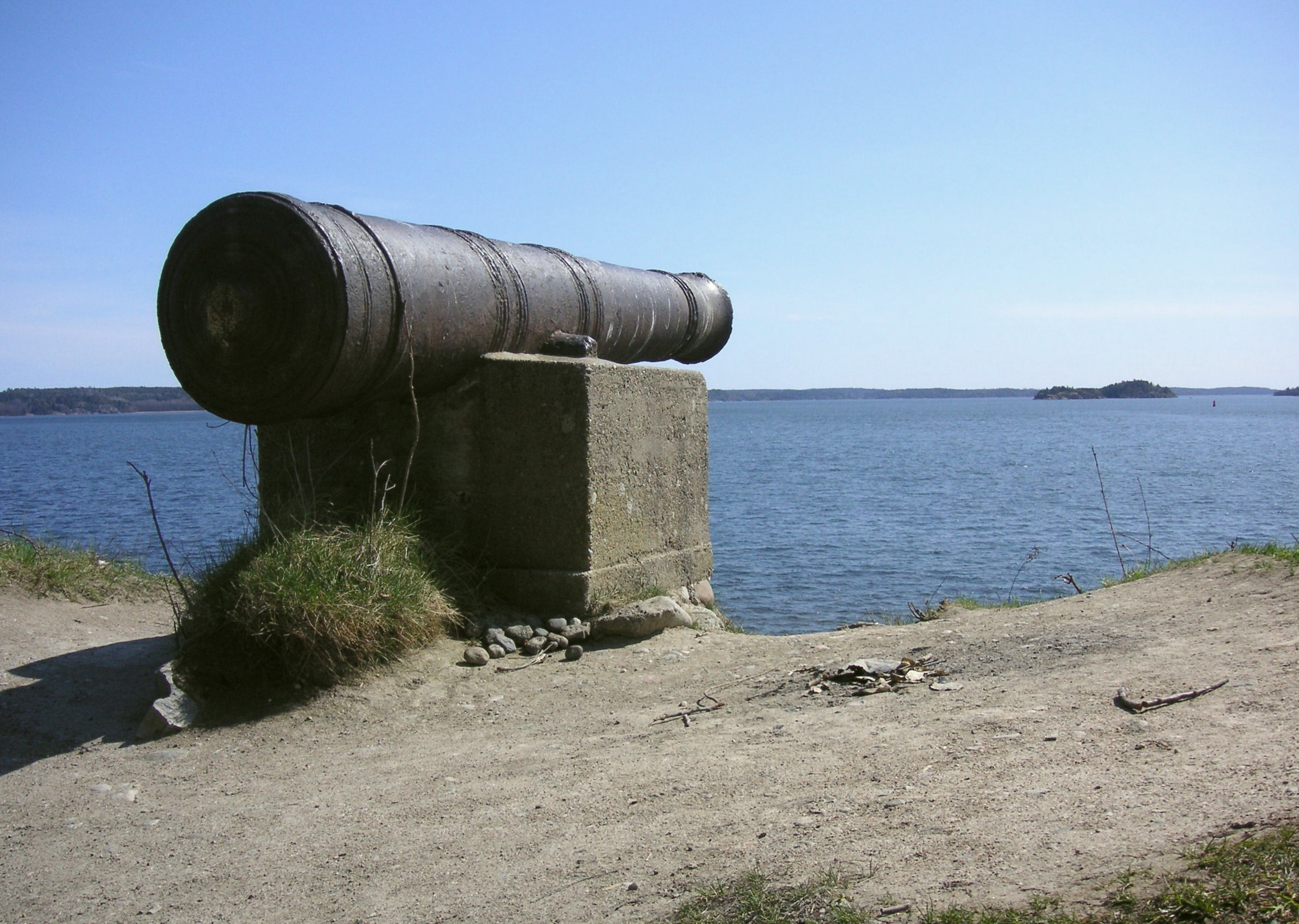
Nässkansen med en 1600-talskanon vänd mot Himmerfjärden

Nässkansen är en skans från 1600-talet som ligger intill Skanssundet vid Botkyrka kommuns sydligaste udde. Skansen, som är den enda i sitt slag inom Botkyrka kommun, vårdas som ett fornminne av kommunen. Nässkansen vittnar om en befästningsanläggning som användes tidvis under 300 år, från 1623 och avvecklades först 1927.
Nässkansen var en av fyra skansar som gick under begreppet Hörningsholms skansar, namnet efter Hörningsholms slott. De tre övriga skansar var Furuholmsskansen mittemot Nässkansen samt Kasholmsskansen och Hölö skans på ömse sidor om Pålsundet.

## Bakgrund
Fram till början av 1600-talet var båda farlederna in mot Södertälje (öster och väster om Mörkö) obefästa. Först under Gustav II Adolf togs de första initiativen till ett fast försvar i området kring Hörningsholm. Anledningen var rykten att Sigismund av Polen 1623 drog samman en här vid Danzig för ett anfall mot Sverige. I all hast iståndsattes försvarsanordningar i Stockholms skärgård och fyra skansar uppfördes; Nässkansen, Furuholmsskansen, Kasholmsskansen och Hölö skans. Ritningar upprättades på uppdrag av Axel Oxenstierna och arbetsstyrkan och bemanningen kom från Södermanlands regemente.

## 1600-talets skans

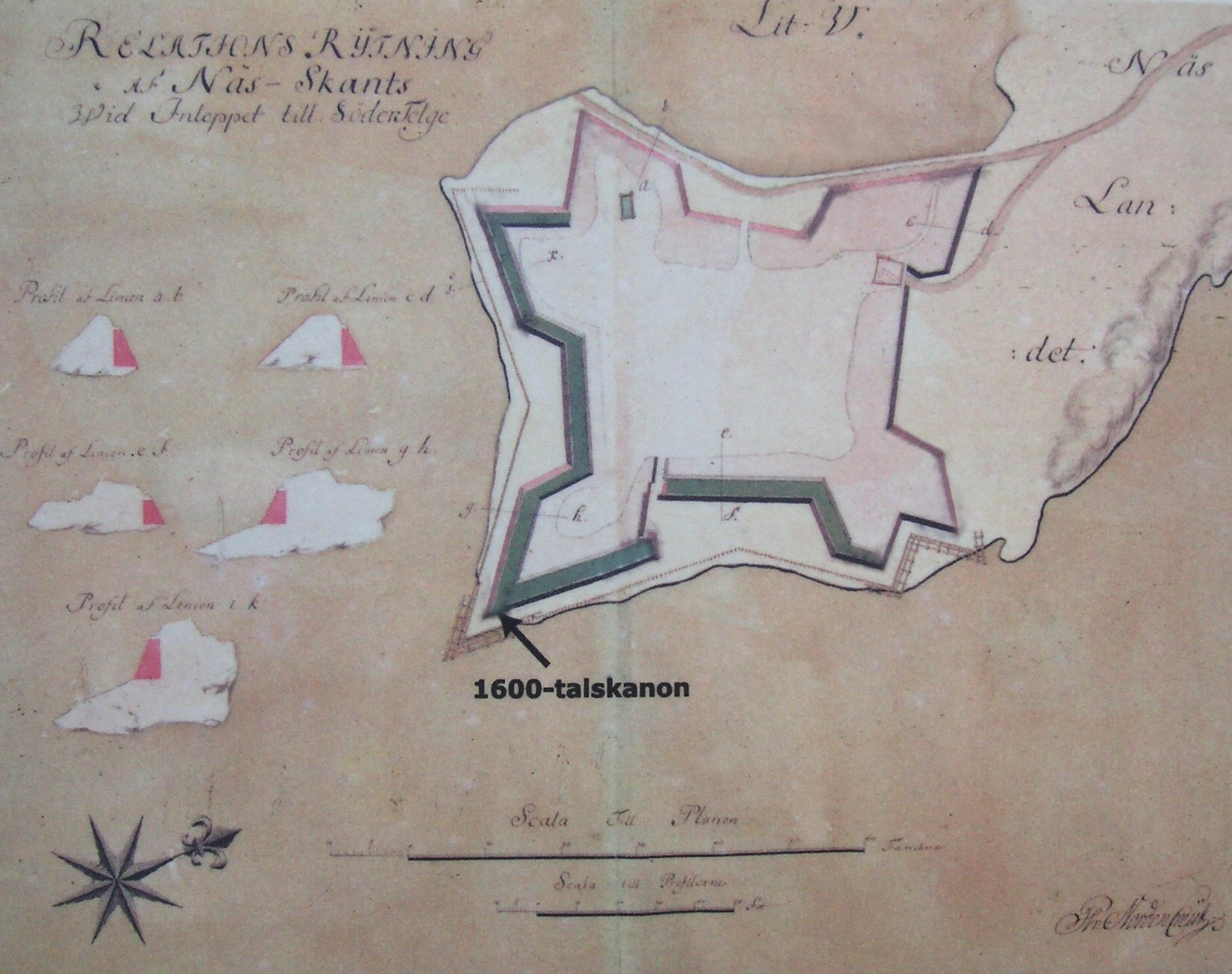
Uppmätningsritning av Nässkansen

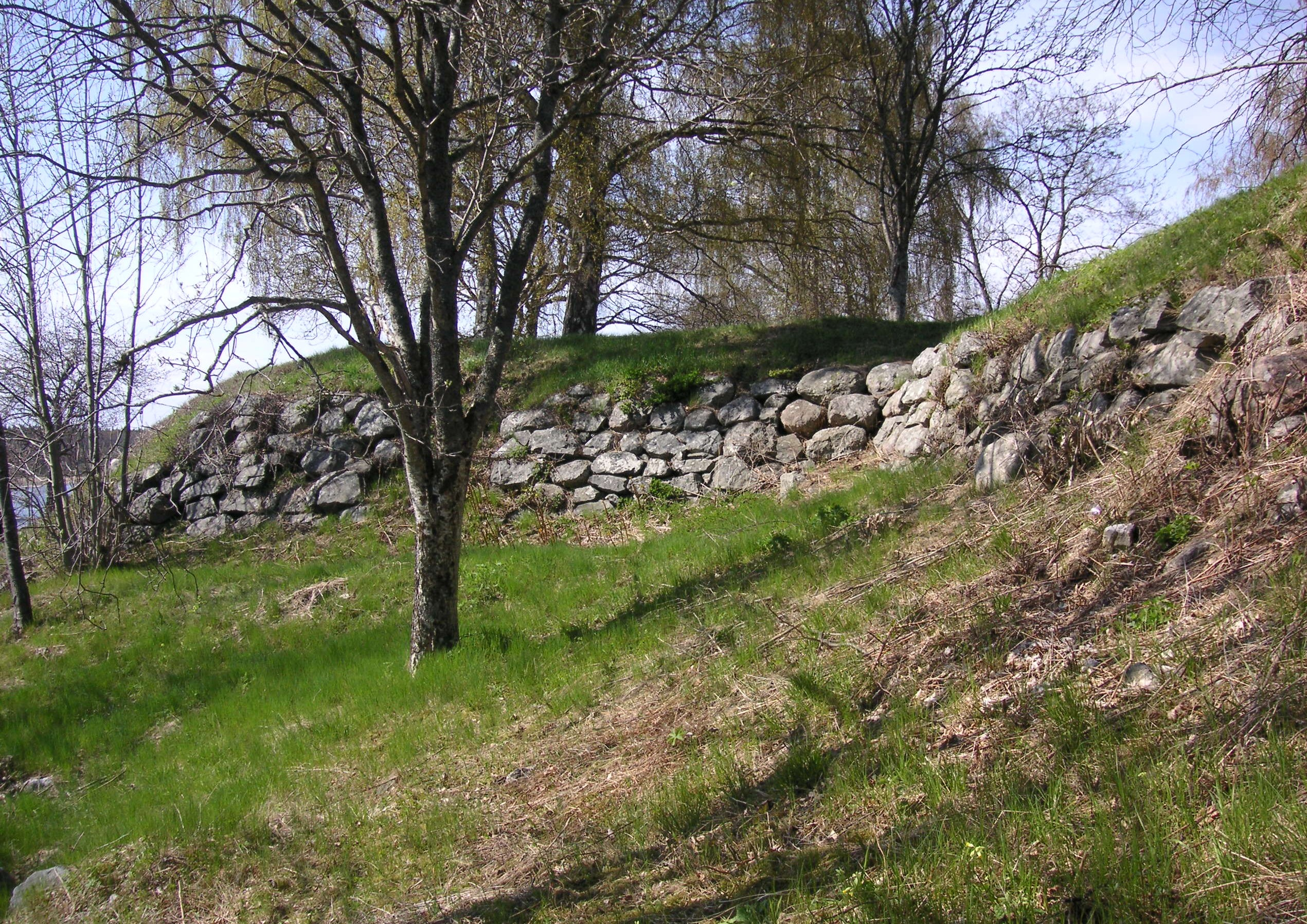
Synligt gråstensmurverk

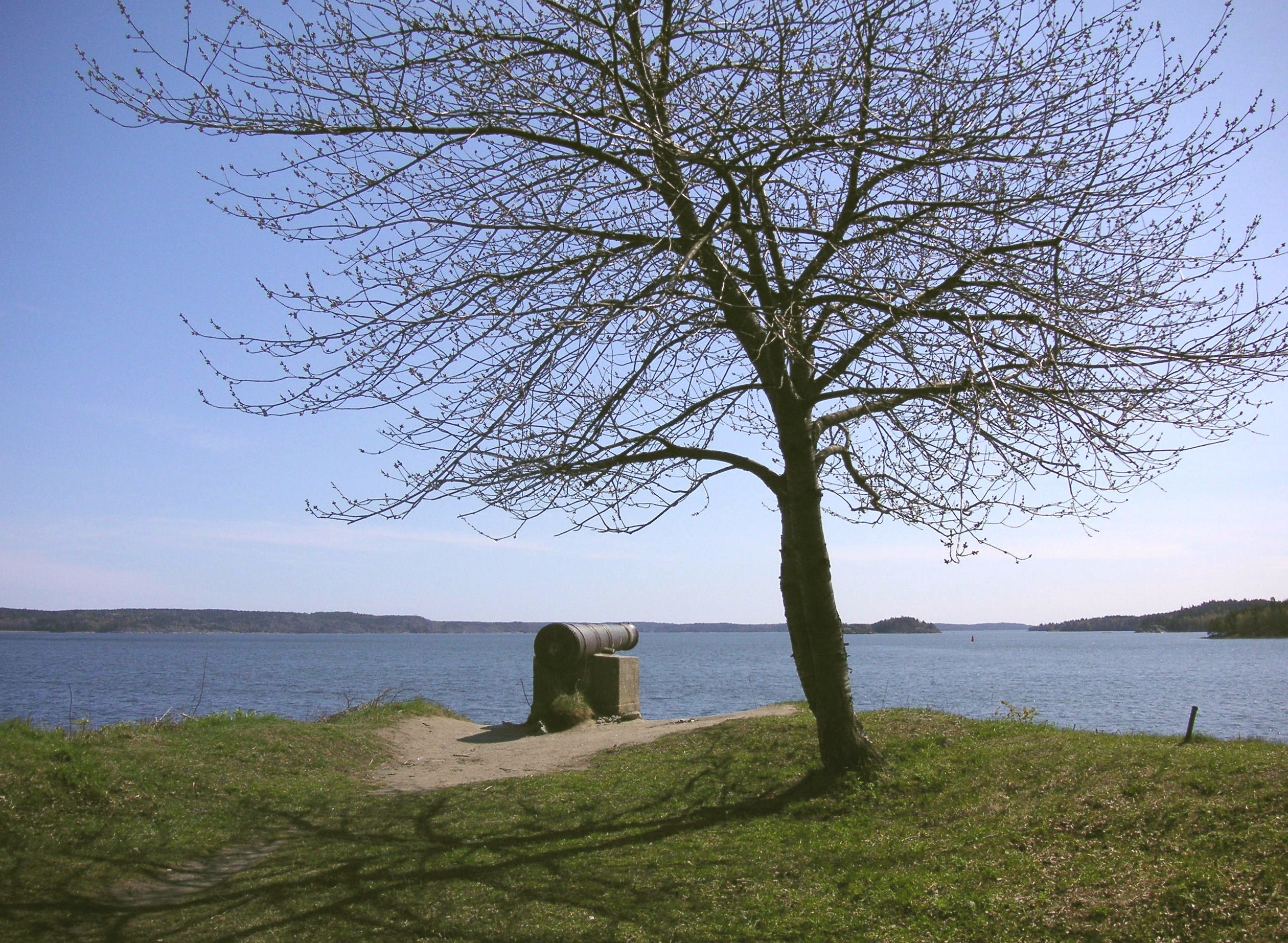
Nässkansen vy mot ost

År 1623 uppfördes fyra skansar på order av Gustav II Adolf i området kring Hörningsholm på Mörkö, bland dem var Nässkansen på Näslandets sydspets. Dessutom uppfördes skansar vid Pålsundet, Kastholmen och Skansholmen. Anledning till skansbyggen var hotet om ett polskt anfall under kung  Sigismund och Nässkansen skulle skydda inloppet till Södertälje.
Skansen konstruerades som en typisk stjärnskans av Johan Kasimir på uppdrag av Axel Oxenstierna. Arbetskraften hämtades ur Södermanlands regemente. Det polska anfallet kom aldrig och skansen började förfalla. På 1650-talet kom ett nytt krigshot, denna gång från Danmark. År 1658 rustades skansen upp. Befästningsingenjören och arkitekten Erik Dahlbergh inspekterade anläggningen och beordrade reparationer samt diverse förbättringar. I slutet av 1600-talet hade skansen åter börjat förfalla igen.

## 1700-talets skans
Under Nordiska krigen blev det igen aktuellt att rusta upp Nässkansen. 1710 arbetade nära 200 danska och ryska krigsfångna med att modernisera skansen. Samma år fanns 16 järnkanoner uppställda på skansarna runt Hörningsholm. 
När ryska östersjöflottan skulle anfalla Sverige bemannades skansarna, men strax före ryssarnas ankomst hade den svenska styrkan gått hem; ...hvilka avmarscherade dagen före fiendens ankomst. Södertälje togs av ryssarna med ett överraskningsanfall och staden brändes ner. På återvägen förstörde man skansarna och brände ner många gårdar i Grödinge och på Mörkö samt Hörningsholms slott. Efter freden med Ryssland 1721 avbröts befästningsarbetena. 
Vid 1700-talets mitt fanns förslag att bygga en helt ny befästningsanläggning vid Brandalsund närmare Södertälje, där skulle det har räckt med enbart en skans, men planen genomfördes aldrig och istället upprustades skansarna kring Hörningsholm på nytt.

## 1800- och 1900-talens skans
Under större delen av 1800-talet hade Nässkansen ingen funktion och lämnades utan tillsyn. Senast skansen var i användning var under första världskriget. I augusti 1914 bemannades skansen man förde hit kanoner och minerade Skanssundet. Mobiliseringen blev dock kortvarig och redan i oktober 1914 skickades styrkan hem igen. År 1927 beslutade riksdagen att avveckla Nässkansen och de övriga skansarna i området. Idag är den en ruin med synligt murverk av gråsten samt en ensam 1600-talskanon på stjärnskansens sydspets riktad ut mot sundet.